# Elsie Fisher
Elsie Fisher (Riverside, 3 april 2003) is een acteur uit de Verenigde Staten van Amerika.
Fisher werd als vijftienjarige genomineerd voor een Golden Globe voor de film Eighth Grade.

## Filmografie
- Bibsys: 1602157052612
- International Standard Name Identifier: 0000 0004 0766 1370
- Library of Congress Control Number: no2018140911
- Nederlandse Thesaurus van Auteursnamen: 352207108
- Virtual International Authority File: 286723368
- WorldCat: E39PBJqvT7DhpdTMmq4KqFvyh3